# 比斯比章克申 (亞利桑那州)
比斯比章克申（英語：Bisbee Junction）是位於美國亞利桑那州科奇斯縣的一個非建制地區。該地的面積和人口皆未知。

## 地理
比斯比章克申的座標為31°21′05″N 109°53′10″W / 31.35139°N 109.88611°W，而該地的平均海拔高度為1429米（即4688英尺）。